# Bol d’Or (Radrennen)

Bol d’Or 1907

Der Bol d’Or (französisch für goldene Schale) war ein französisches Bahnrennen, das zwischen 1894 und 1928 und dann noch einmal 1950 ausgetragen wurde. Es handelte sich um ein 24-Stunden-Rennen hinter Schrittmachern. Die Idee zu dem Rennen ging auf das bereits etwas früher in Großbritannien ausgetragene Rennen Cuca Cocoa Cup zurück, das über 24 Stunden ging. Der Redakteur der Zeitschrift Paris-Pedale, M. Decam, war Initiator des Bol d’Or. Das erste Rennen fand am 23. und 24. Juni 1894 statt. Am Start waren sieben Radrennfahrer, fünf Franzosen und zwei US-Amerikaner.
Von 1894 bis 1897 und von 1902 bis 1928 war die Schrittmachermaschine ein Tandem, 1898 und 1900 ein Dreisitzer, 1899 ein elektrisches Tandem sowie 1950 ein Derny.
1900 wurde der Bol d’Or im Rahmen der Profi-Rennen der Olympischen Sommerspiele 1900 in Paris, die Bestandteil  der Weltausstellung (Exposition Universelle et Internationale de Paris) waren, ausgetragen.
Die Austragungsorte des Rennens wechselten:
- 1894 bis 1897, 1902 bis 1904, 1906, 1907, 1909 bis 1911: Buffalo-Radrennbahn in Paris
- 1924, 1927 und 1928: Buffalo-Stadion in Paris
- 1898: Radrennbahn von Roubaix
- 1899: Prinzenparkstadion
- 1900: Radrennbahn von Vincennes („La Cipale“)
- 1905, 1908, 1912, 1913, 1919, 1950: Vélodrome d’Hiver
- 1925: Radrennbahn von Bordeaux

Rekordsieger war der Franzose Léon Georget mit neun Erfolgen.

## Palmarès
- 1950  Fiorenzo Magni
- 1928  Hubert Opperman
- 1927  Honoré Barthélémy
- 1925  Honoré Barthélémy
- 1924  Oscar Egg
- 1919  Léon Georget
- 1913  Léon Georget
- 1912  Léon Georget
- 1911  Léon Georget
- 1910  Léon Georget
- 1909  Léon Georget
- 1908  Léon Georget
- 1907  Léon Georget
- 1906  René Pottier
- 1905  Arthur Vanderstuyft
- 1904  Lucien Petit-Breton
- 1903  Léon Georget
- 1902  Constant Huret
- 1900  Mathieu Cordang
- 1899  Albert Edward Walters
- 1898  Constant Huret
- 1897  Lucien Stein
- 1896  Gaston Rivierre
- 1895  Constant Huret
- 1894  Constant Huret